# Pfarrhaus (Kälberau)

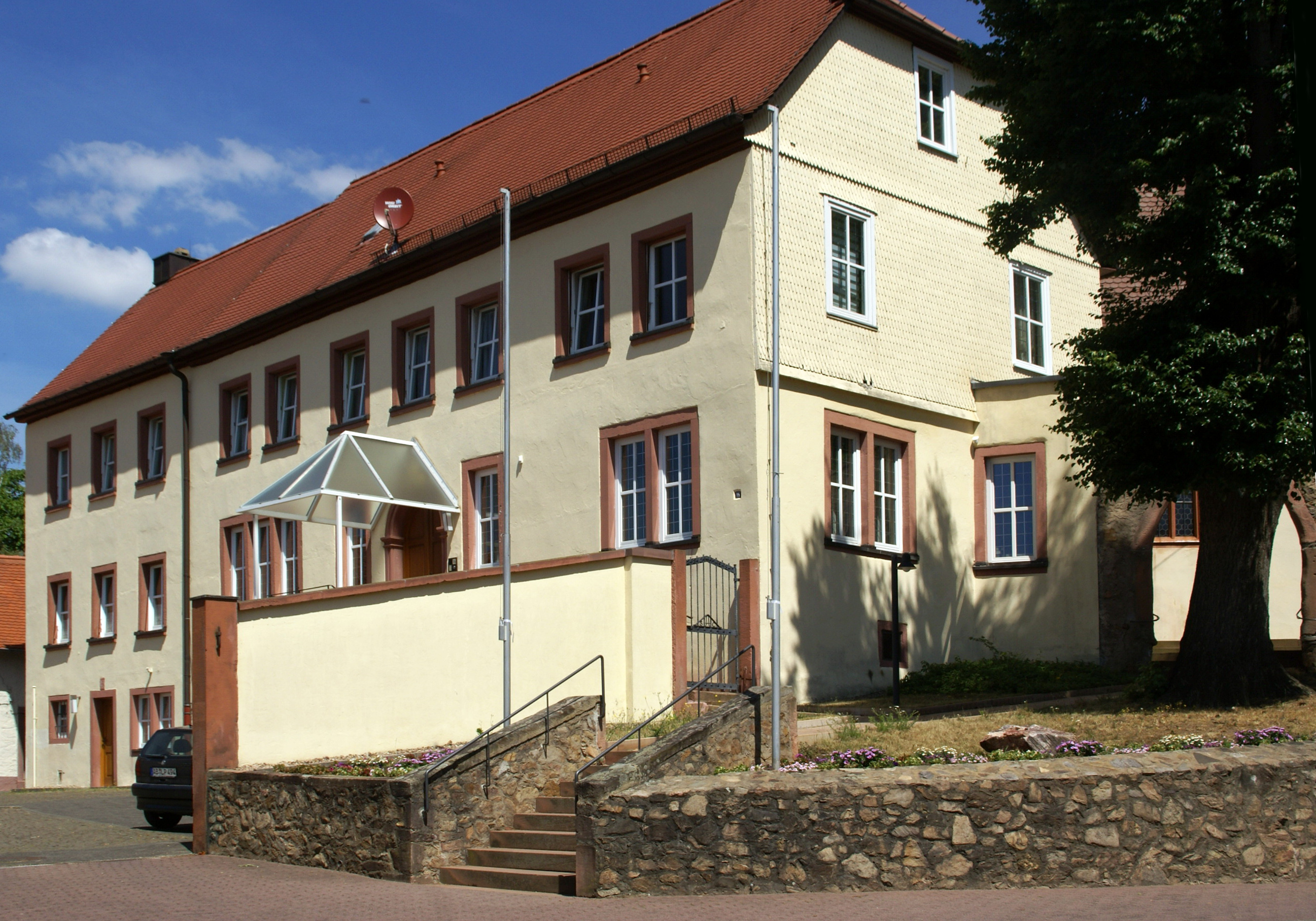
Pfarrhaus in Kälberau

Das Pfarrhaus in Kälberau, einem Stadtteil von Alzenau im unterfränkischen Landkreis Aschaffenburg in Bayern, wurde 1708 als Herrschaftshof Klause errichtet. Das Pfarrhaus an der Michelbacher Straße 16, neben der katholischen Wallfahrtskirche Maria zum Rauhen Wind, ist ein geschütztes Baudenkmal.
Der zweigeschossige Halbwalmdachbau mit einem Rundbogenportal besitzt zehn zu zwei Fensterachsen.